# Niklas Hyland
Olof Niklas Hyland, född 20 augusti 1964 i Linköping, är en svensk journalist och TV-producent. Han är son till Anders Göran Hyland och Berit, född Andrén, samt brorson till TV-profilen Lennart Hyland och dotterson till läkaren Olof Andrén.
Hyland har producerat ett flertal rese-, sport- och äventyrsprogram för TV. Bland annat har han jobbat som resande skidreporter för Packat & Klart och chef för Lilla Sportspegeln på SVT. Han började sin karriär som radioreporter på Radio Östergötland, och var också en i gänget bakom framgångsrika sportshowen "S", tillsammans med bland annat Adde Granberg, Mathias Engstrand och Henrik Johnsson.
Under 2000-talet har han mest gjort sig känd genom sitt actionsportengagemang. Det har handlat om allt från skateboard och surfdokumentärer, snowboardprogrammet "Richter" för SVT, "Adrenalin" för TV4 och tävlingsarrangemanget Sweden Action Games. Han är också skapare av det "Svenska Actionlandslaget", som från början var en protest mot hur mediabevakningen inom idrottsvärlden fungerade. Projektet växte så småningom först till en TV-serie, och sedan också till ett återkommande event, sponsrat av bland andra Försvarsmakten, Volvo Cars, Telia, RedBull och Cloetta. Under perioden 2007–2009 var Hyland anställd på Utbildningsradion. Bland annat ansvarade han då för den Ikarosvinnande serien "Veteran-TV" med Özz Nûjen och Bobbo Krull samt för serien "Farlig fritid".
Han har tillsammans med Niclas Sjögren och Niclas Albinsson på Bonnier Carlsen bokförlag gett ut Svenska Actionsportboken, och ihop med bland andra rapparen Petter, miljardären Bertil Hult och kriminologiprofessorn Jerzy Sarnecki skrivit boken Mina bästa sidor är ordblinda.
Som dyslektiker har Hyland intresserat sig för forskning och pedagogisk verksamhet inom detta område. Bland annat som programledare vid Bokmässan i Göteborg 2008, där han ledde en expertpanelsdiskussion som också sänts som ett tvåtimmars TV-program i Kunskapskanalen i februari 2009.
Sedan 2009 driver han film- och tv-produktionsbolaget Filmriding & Company AB, som är koncentrerade på featureberättande och företagsfilm, och är spridda över många olika genrer. De har producerat program som "Brott och Straff", "Dysselecksi - blind, blåst och bortgjord" och "Lotties värld". Företaget producerar också den svenska sändningen av X Games för SVT som han kommenterar och har programlett under många säsonger.